# Palazzo Menichini
Der Palazzo Menichini ist ein Palast aus dem 16. Jahrhundert in Catanzaro in der italienischen Region Kalabrien. Das Gebäude liegt an der Via Giuseppe Sensales.

## Geschichte
Der Palast wurde im 16. Jahrhundert, in einer Zeit intensiver, städtebaulicher Aktivität zwischen dem 13. und dem 16. Jahrhundert in Catanzaro, die die Stadt in der ganzen Welt durch den Handel mit seinen kostbaren Damasten bekannt machte, errichtet.
Im Laufe der Jahre wurde das Gebäude zahlreichen Umbauten unterzogen, der letzte davon zur Beseitigung der Schäden, die das Bombardement 1943 verursacht hatte. Trotz allem behielt er immer noch seine Besonderheiten, die den Vergleich mit neapolitanischen Palästen nahelegen.

## Beschreibung
An dem dreistöckigen Gebäude sind besonders sein Portal mit dorischen Säulen und seine Loggia mit freitragenden Konsolen in ‚‚Civato‘‘-Technik erwähnenswert.